# Szerszuny
Szerszuny (biał. Шаршуны, ros. Шершуны) – osiedle na Białorusi, w obwodzie mińskim, w rejonie mińskim, w sielsowiecie Szerszuny, którego jest siedzibą.
Dawniej folwark zamieszkiwany przez katolików. W czasach Rzeczypospolitej ziemie te leżały w województwie mińskim. Odpadły od Polski w wyniku II rozbioru. W granicach Rosji wieś należała do ujezdu wilejskiego w guberni wileńskiej. Ponownie pod polską administracją w latach 1919–1920 w okręgu wileńskim Zarządu Cywilnego Ziem Wschodnich.
W pobliżu znajduje się wieś o tej samej nazwie.

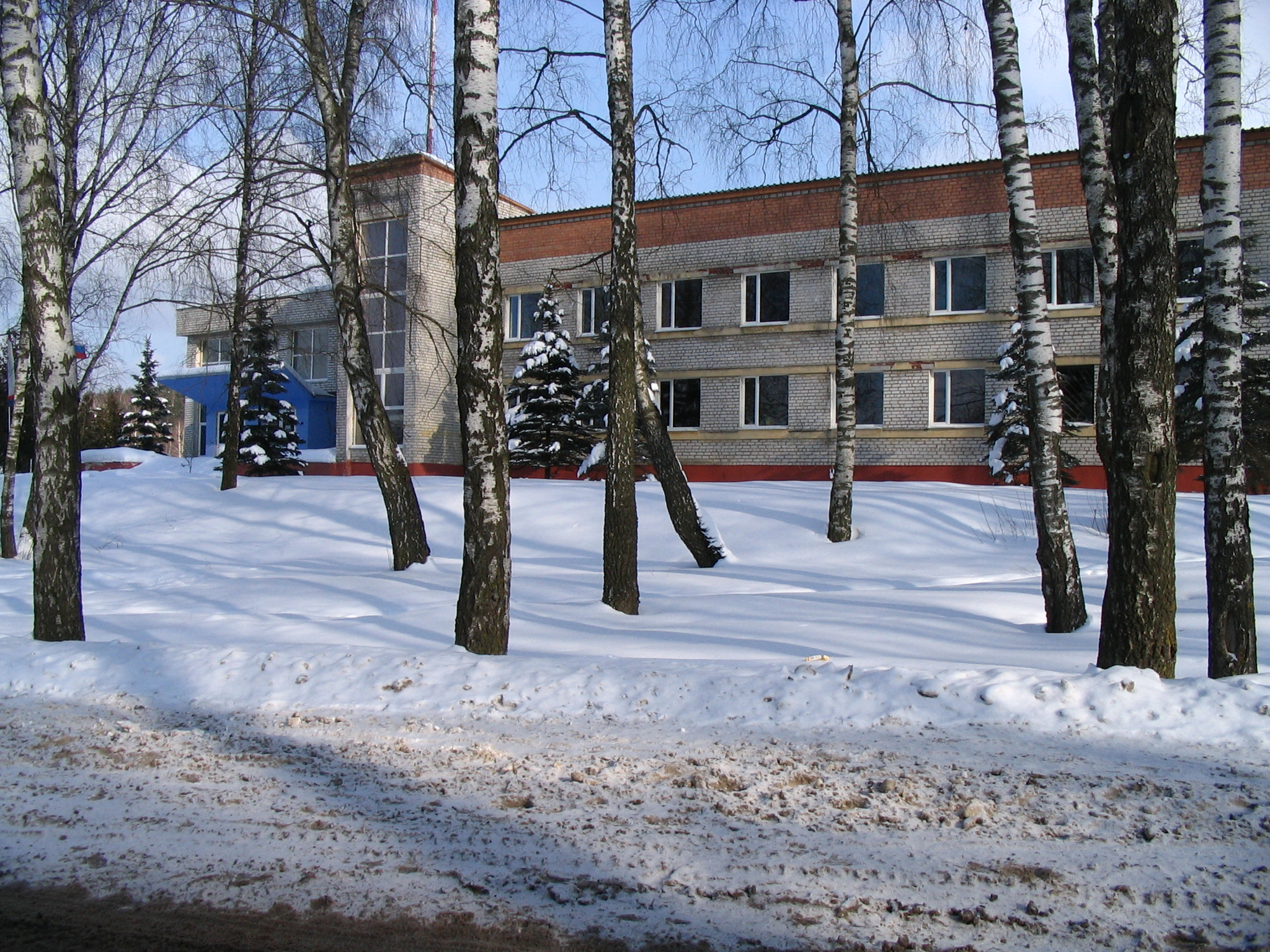
Administracja farmy
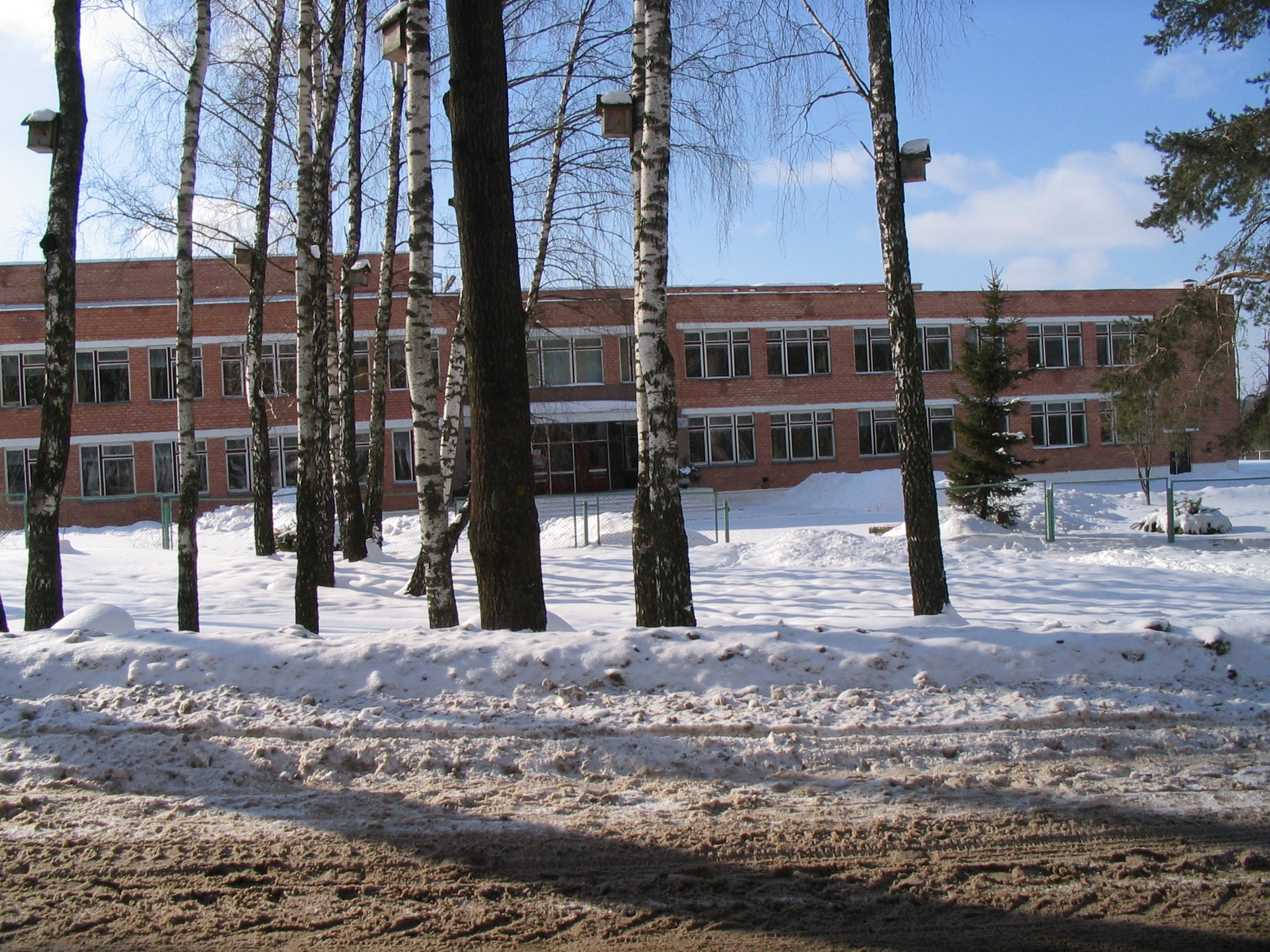
Szkoła
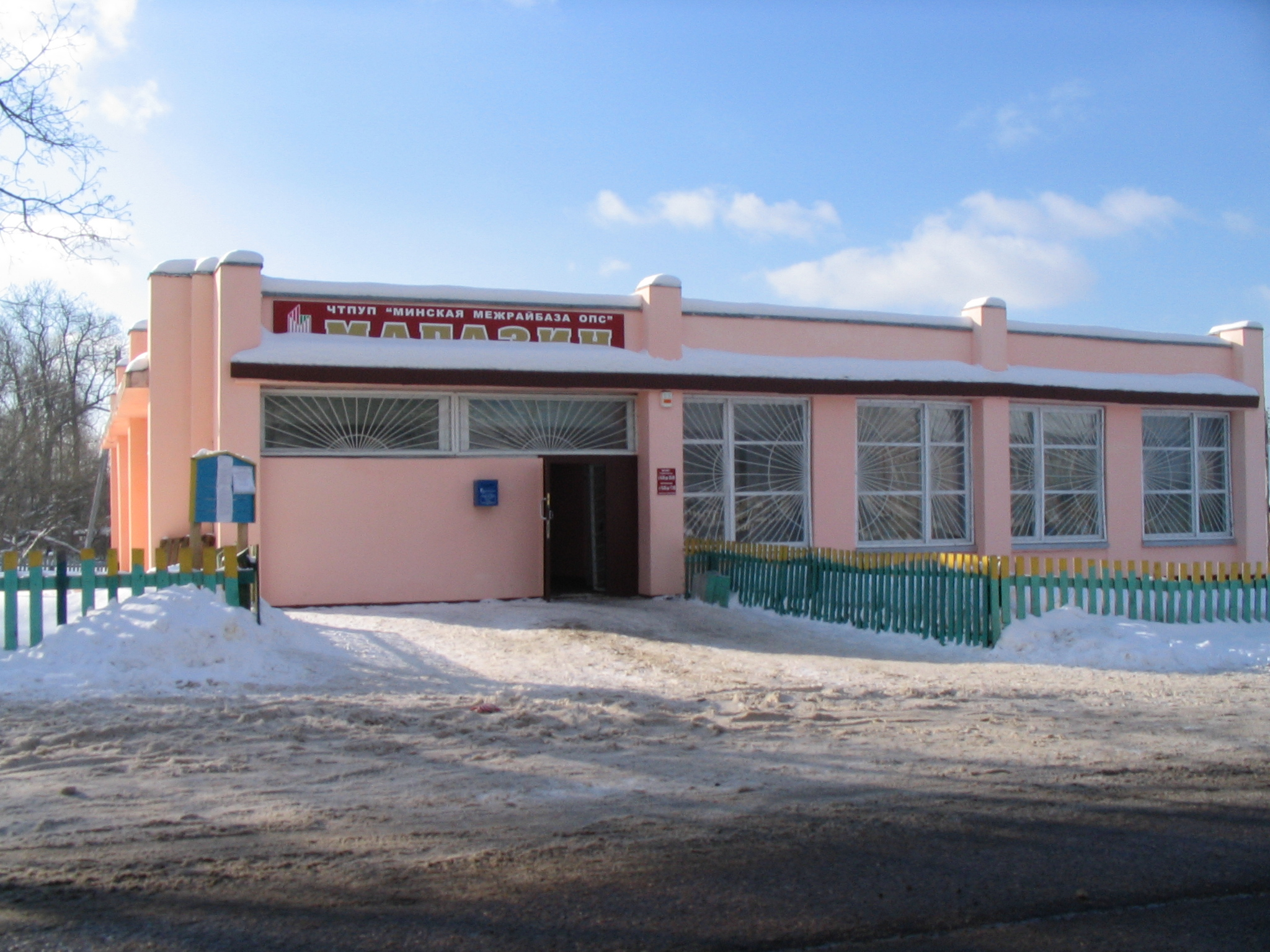
Sklep
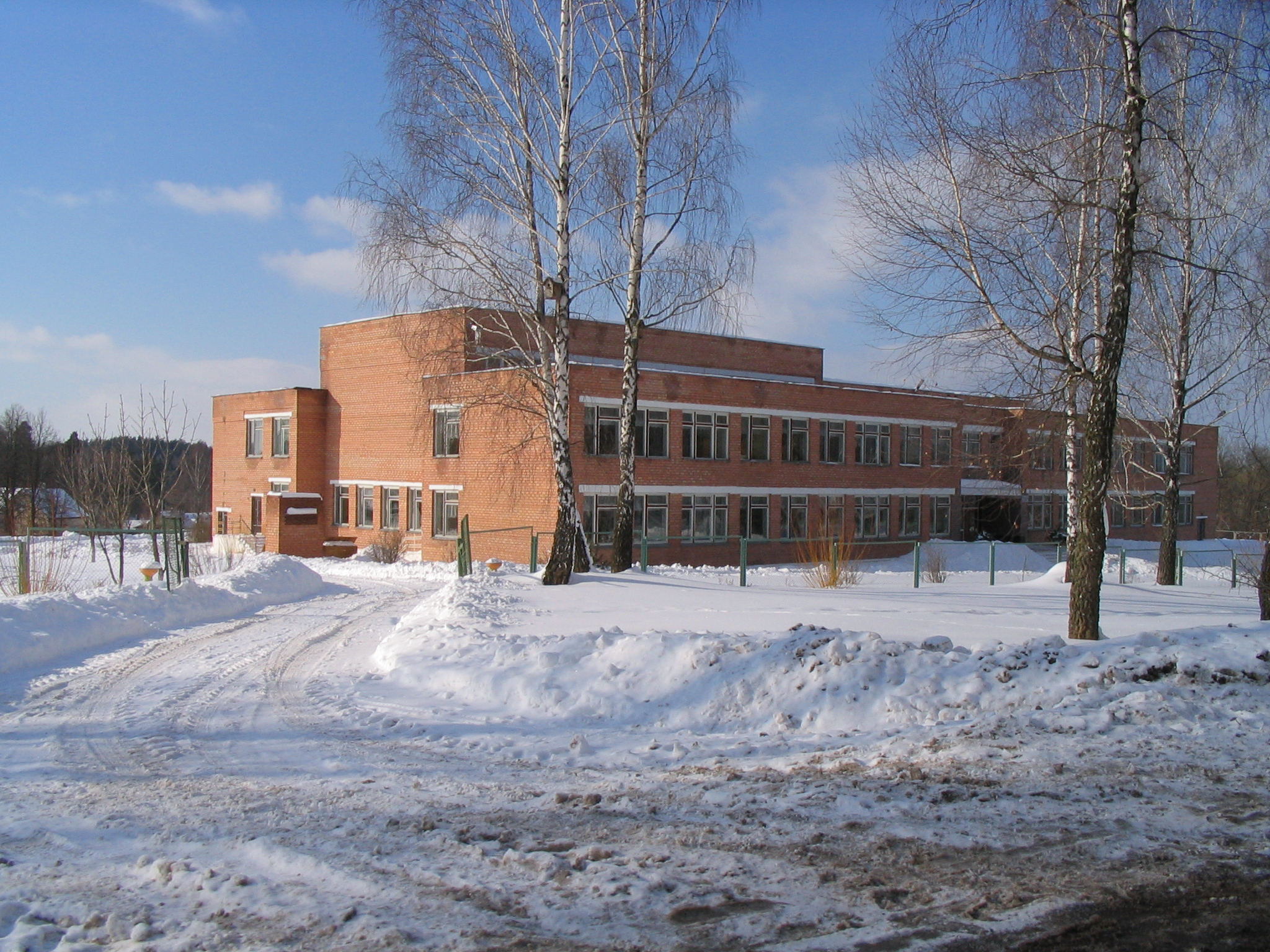
Szkoła
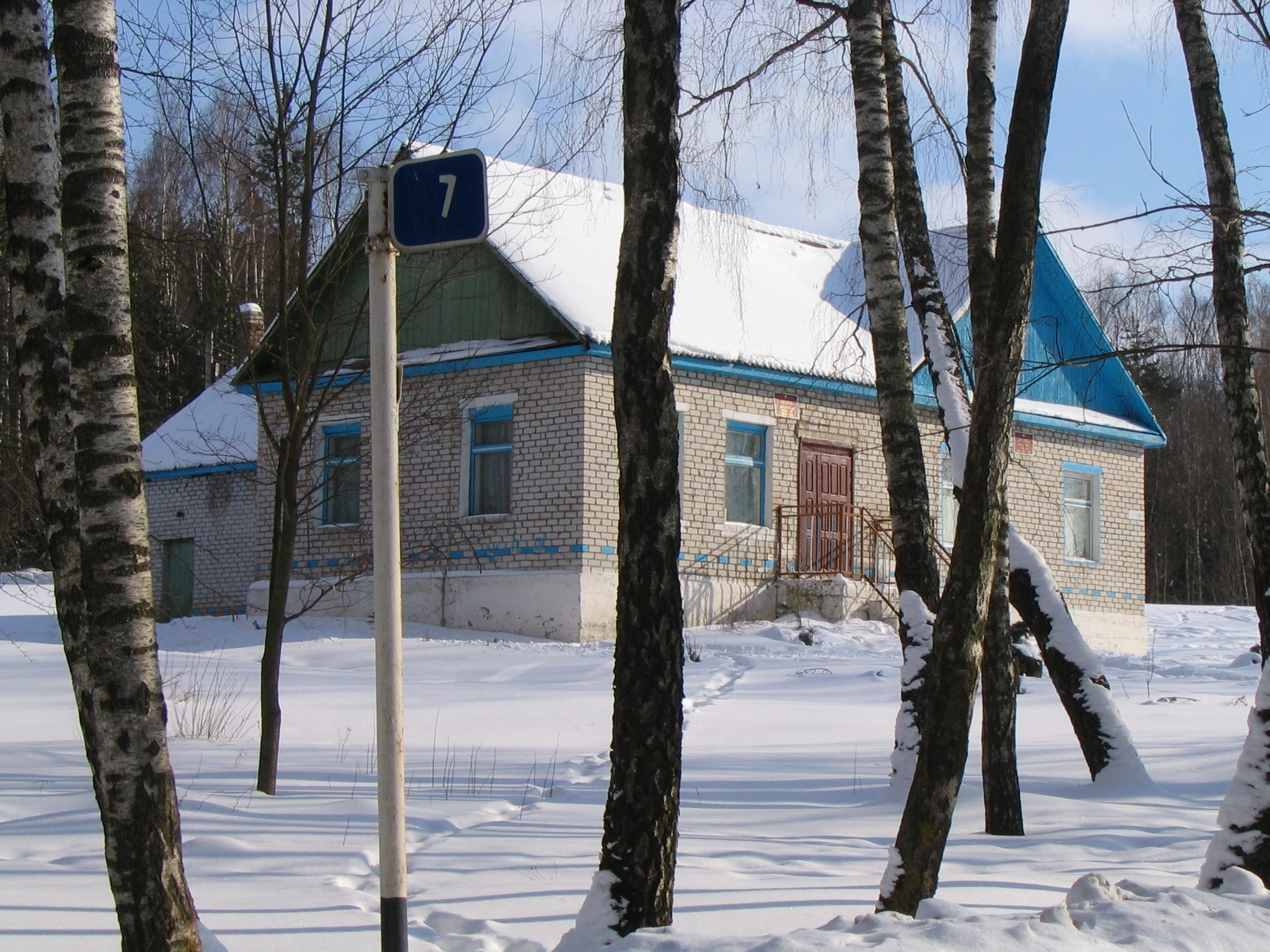
Klub
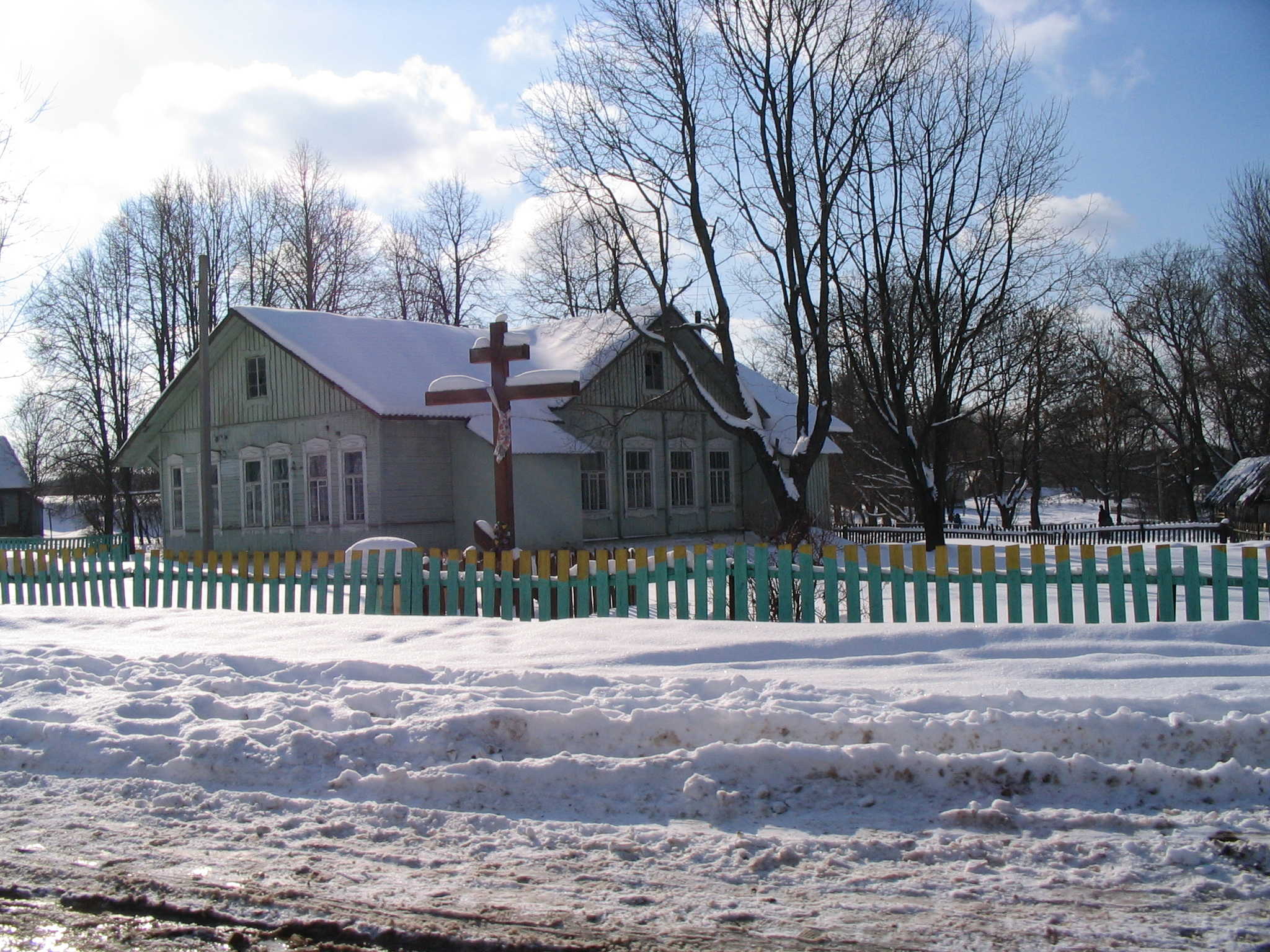
Dawny szpital
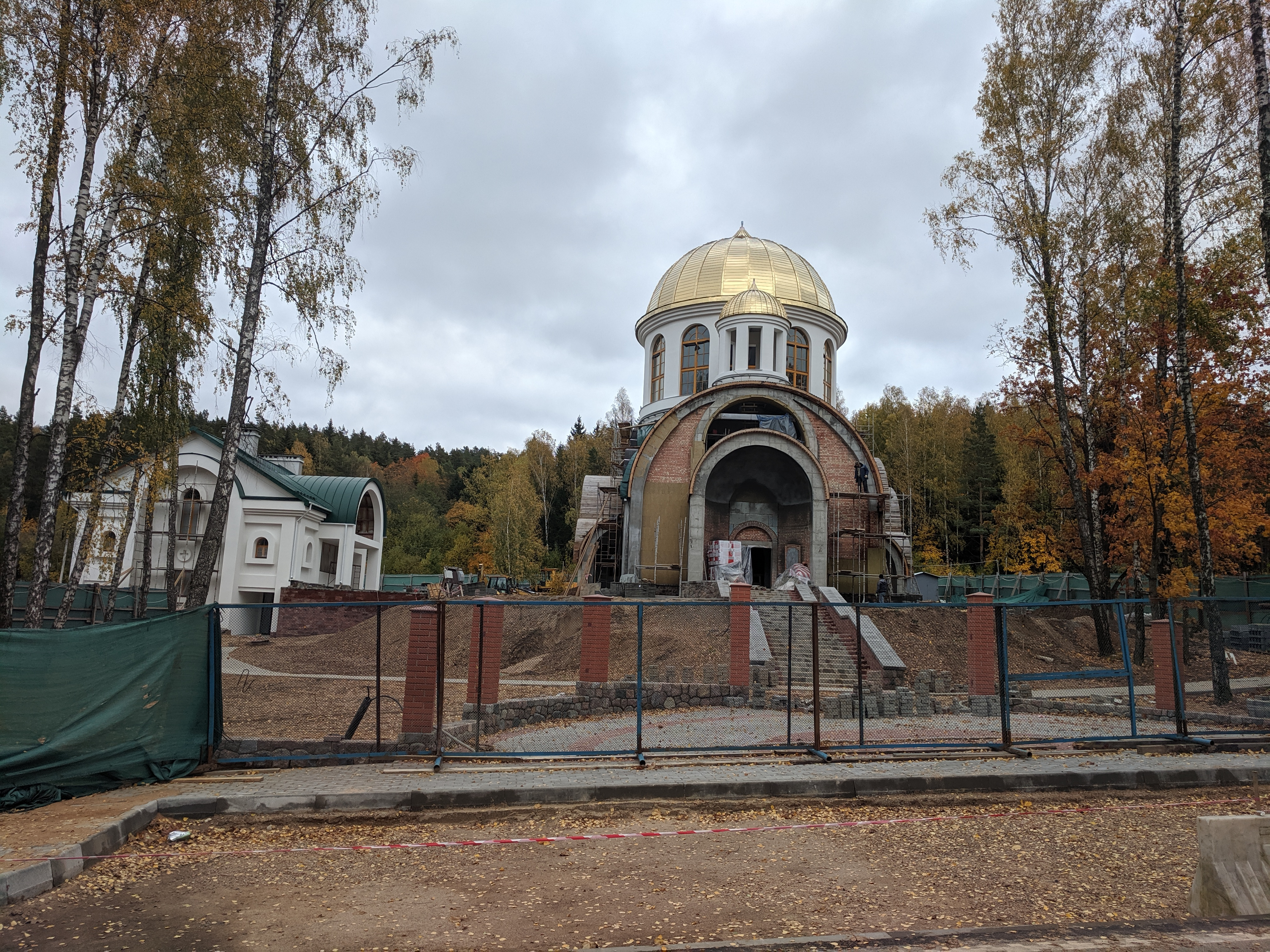
Cerkiew św. Jana Chrzciciela